# Karl F. Stifter

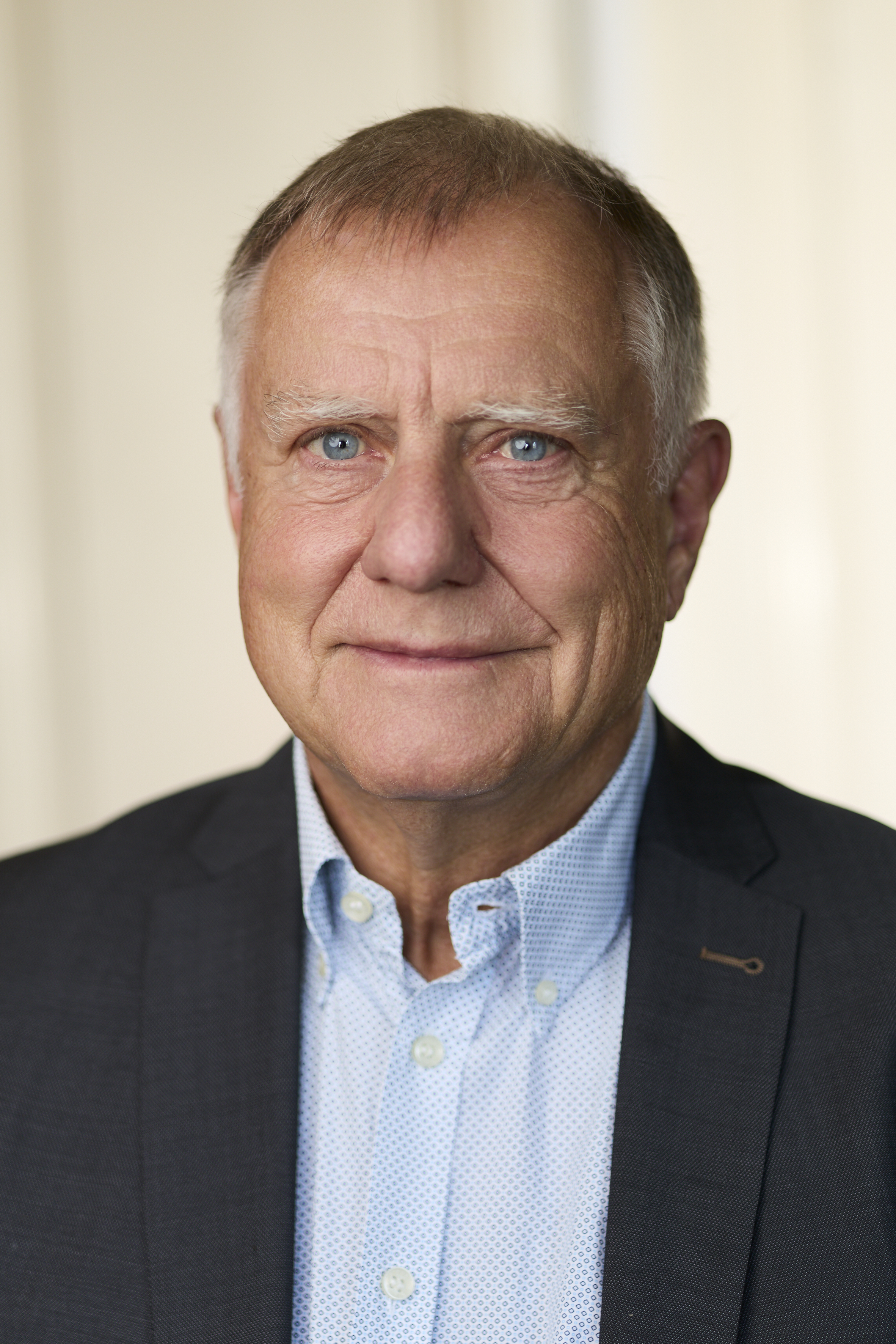
Karl F. Stifter

Karl F. Stifter (* 3. Jänner 1951) ist ein österreichischer Psychologe, Philosoph, Sexualwissenschaftler und Autor.

## Ausbildung
1971 legte er die Matura am Gymnasium der Theresianischen Militärakademie in Wiener Neustadt ab. 1975 folgte ein Doktorat in Psychologie und 2009 ein Doktorat mit Auszeichnung in Philosophie an der Universität Wien. Stifter verfügt über abgeschlossene Ausbildungen in Verhaltenstherapie (1980) und Hypnotherapie (1996).

## Sexualwissenschaftler
Nach Studienaufenthalten in den USA eröffnete Stifter 1980 in Wien die erste Sexualpsychologische Praxis Österreichs. In dieser Zeit übernahm er Forschungsaufgaben, die von der Österreichischen Nationalbank finanziert wurden. In den 1980er Jahren leistete Stifter Forschungsarbeit auf dem Gebiet der Weiblichen Ejakulation. Er publizierte das erste wissenschaftliche Buch zu diesem Thema. Es folgten zahlreiche Einladungen zu internationalen Kongressen und relevante Zitationen in Fachzeitschriften, sowie 1993 eine Berufung in das Advisory Committee des World Congress for Sexology.
1993 gründete Stifter die Sexualwissenschaftliche Gesellschaft Österreichs (SGÖ).
Im Bestreben, neue Therapieformen bei „koitaler Anorgasmie“ zu finden, wandte sich Stifter in den 1990er Jahren der Perineometrie zu. Unter anderem nahm er auf Einladung lokaler Behörden und Universitäten ethnomedizinisch-psychobiologische Vergleichsstudien vor. So z. B. bei den indigenen Kainganges in Brasilien und bei Stuntgirls in Bangkok. Die langjährigen Erfahrungen führten schließlich 2004 zur Entwicklung und internationalen Patentierung des Beckenbodentrainers COME.
Zwischen 1992 und 2002 nahm Stifter, im Rahmen des Hochschullehrganges zum Klinischen Psychologen und Gesundheitspsychologen, Lehraufträge für Sexologie an der Universität Wien sowie an der Universität Klagenfurt wahr.

## Philosoph und Mentaltrainer
In seiner philosophischen Dissertation behandelte Stifter das Thema „Mentalenergie“ und wollte es damit aus dem Dunstkreis der Esoterik heben. Er tat dies schon Jahre vorher: 2003 trat er in der ORF-Sendung „Vera“ auf und demonstrierte das Heben von 1000 kg mittels Kreuzbeingurt als empirischer Beweis von Leistungssteigerung durch Mentaltraining. Die Resonanz des Publikums war so stark, dass er in den Folgejahren viele Seminare über diese von ihm entwickelte Technik der „Transzendenten Resonanz“ und zum Thema „mind over matter“ abhielt. 2010 reiste Stifter zu Studienzwecken nach Japan und forschte bei Hideyuki Kokubo am International Research Institute in Chiba zur kontaktlosen Kampfkunsttechnik Toh-ate und qi-Emissionen bei Qigong.
2011 eröffnete er die „Philosophische Praxis“ in Wien. Sein Interessenschwerpunkt galt in Folge Erfahrungen, die eine besondere Erlebnisqualität aufweisen. Diese „Magischen Momente“ als Weg zur Selbstfindung hat er 2025 in einem Buch beschrieben.

## Kolumnist und Filmer
Zwischen 1989 und 1995 schrieb Stifter für die Tageszeitung KURIER die wöchentliche Kolumne die Die Erogene Zone. Fünfzig davon sind auch in Buchform erschienen. Danach folgte eine regelmäßige Rubrik mit dem Namen Nackte Tatsachen.
1998 drehte er mit einem Filmteam den TV-Dokumentarfilm Das letzte Tabu über inhaftierte Sexualstraftäterinnen im Minnesota Correctional Facility-Shakopee, USA.

## Entwicklungshilfe
Aufgrund der cholerabedingten hohen Kindersterblichkeit in Bangladesch initiierte und realisierte Stifter 1983 und in den Folgejahren ein Pumpenbauprojekt.

## Akademische Preise und Ehrungen
- Medaille der Universitätskliniken der Universität Coimbra, Portugal, 1987
- 1. Preis für den besten Vortrag am „China International Symposium für Sexology“ mit dem Titel Therapy of Coital Anorgasmia, 1996
- Verleihung der Honorarprofessur der Ryazan State Medical University, Russland, 1998

## Publikationen

### Bücher
- Die dritte Dimension der Lust – Das Geheimnis der weiblichen Ejakulation (1988), Berlin: Ullstein, ISBN 3-550-07809-9
- Lustgedanken – Erotik für Fortgeschrittene (1991): Wien: Edition S, ISBN 3-7046-0186-1
- Tiefe Lust – Vaginale Kraft und sexuelle Erfüllung (2012), Wien: Goldegg, ISBN 978-3-902729-65-1
- Magische Momente, - Faszination und Selbstfindung (2025), Wien: Ibera, European University Press, ISBN 978-3-85052-425-4